# Држковце
Држковце (словац. Držkovce) — село, громада в окрузі Ревуца, Банськобистрицький край, Словаччина. Кадастрова площа — 20,69 км². Населення — 582 осіб (за оцінкою на 31 грудня 2017 р.).
Перша згадка датується 1243 роком (').

## Населення
| Рік:            | 1994. | 2004.    | 2014.    | 2024.   |
| --------------- | ----- | -------- | -------- | ------- |
| Кількість осіб: | 462   | 511      | 572      | 569     |
| Різниця:        |       | +10,60 % | +11,93 % | -0,52 % |

| Рік:            | 2023. | 2024.   |
| --------------- | ----- | ------- |
| Кількість осіб: | 564   | 569     |
| Різниця:        |       | +0,88 % |